# Valeri Lichatsjov
Valeri Likhatsjov (Tatarije, 5 december 1947) is een voormalig wielrenner uit de Sovjet-Unie .
Likhatsjov won tijdens de Olympische Zomerspelen 1972 samen met zijn ploeggenoten de gouden medaille op de 100 kilometer ploegentijdrit.

## Resultaten op kampioenschappen
| Jaar | WK             | Olympische Zomerspelen            |
| ---- | -------------- | --------------------------------- |
| 1970 | ploegentijdrit |                                   |
| 1972 |                | ploegentijdrit · 34e wegwedstrijd |

1960: Trapè, Bailetti, Cogliati, Fornoni ·
1964: Zoet, Dolman, Karstens, Pieterse ·
1968: Zoetemelk, Den Hertog, Krekels, Pijnen ·
1972: Jardi, Komnatov, Lichatsjov, Sjoekov ·
1976: Tsjoekanov, Tsjaplygin, Kaminski, Pikkuus ·
1980: Kasjirin, Logvin, Sjelpakov, Jarkin ·
1984: Bartalini, Giovannetti, Poli, Vandelli ·
1988: Ampler, Kummer, Landsmann, Schur ·
1992: Dittert, Meyer, Peschel, Rich
- Gemeinsame Normdatei: 1062425111
- Virtual International Authority File: 311718819